# 武伊
武伊（法語：Vouilly，法語發音：[vuji] ⓘ）是法国卡尔瓦多斯省的一个旧市镇，属于巴约区。2017年，武伊与市镇滨海伊西尼、卡斯蒂伊、讷伊拉福雷和莱苏博合并为新的滨海伊西尼。

## 地理
武伊（49°17'40"N, 1°2'8"W）面积6.33 平方千米，位于法国诺曼底大区卡爾瓦多斯省，该省份为法国西北部沿海省份，北濒大西洋英吉利海峡，东北与滨海塞纳省以海上边界相接，东临厄尔省，南至奧恩省，西与芒什省接壤。
与武伊接壤的市镇（或旧市镇、城区）包括：卡斯蒂伊、科隆比耶尔、滨海伊西尼、蒙夫雷维尔、讷伊拉福雷、莱苏博。

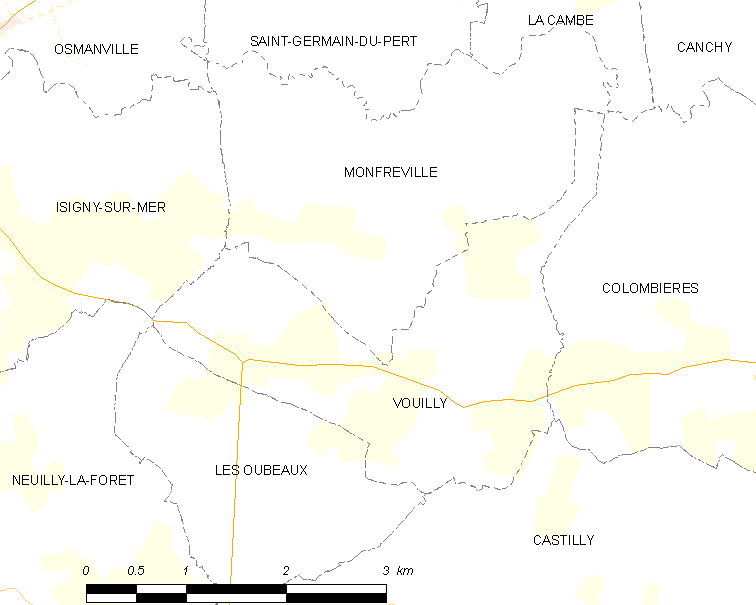
武伊的OSM定位图

武伊的时区为UTC+01:00、UTC+02:00（夏令时）。

## 行政
武伊的邮政编码为14230，INSEE市镇编码为14763。

## 政治
武伊所属的省级选区为特雷维耶尔县。

## 人口

1962-2008年间武伊人口变化图示

武伊于2018年1月1日时的人口数量为152人。